# Salvatore Morale
Salvatore Morale, detto Tito (Teolo, 4 novembre 1938), è un ex ostacolista, allenatore di atletica leggera e dirigente sportivo italiano, medaglia di bronzo nei 400 metri ostacoli ai Giochi di Tokyo 1964 e oro ai Campionati europei.

## Biografia
Specialista nei 400 metri ostacoli, si mise in luce nel 1957 a Trieste facendo segnare il record europeo juniores, con il tempo di 51"7, anche se tale risultato ancora non si contava ufficialmente, ed aggiudicandosi il titolo italiano che confermò l'anno successivo e rivinse nel 1960 e nel 1961.
Partecipò alle Olimpiadi di Roma 1960 dove arrivò fino alle semifinali, battuto per poco dallo svizzero Bruno Galliker, mentre un anno dopo fece segnare con 49"7 il primato europeo, quello mondiale nelle 440 yard ad ostacoli e vinse le Universiadi (in tre partecipazioni, 1959, 1961, 1963, vincerà 2 ori e un bronzo). Nel 1962 si aggiudicò la medaglia d'oro agli europei con il tempo di 49"2, andando così ad eguagliare il record del mondo di Glenn Davis. Prese parte anche alla staffetta 4×400 che giunse quinta.
Due anni più tardi gareggiò ai Giochi Olimpici di Tokyo 1964 ai quali non arrivò in perfette condizioni a causa di una gastroenterite e di problemi muscolari, oltre che per il fatto che per un certo periodo si era fermato per dedicarsi di più agli studi universitari (nel 1965 si laureò in economia e commercio), ma riuscì comunque a conquistare il bronzo mentre con la staffetta 4×400 non superò le batterie. Dopo questa manifestazione si ritirò dall'attività agonistica.
In seguito, intraprese la carriera di allenatore, curando la preparazione di diversi atleti, tra cui Marcello Fiasconaro. 
Coprì anche cariche da dirigente all'interno della Federazione Italiana di Atletica Leggera, del CONI e della IAAF. 

## Vita privata
Sposò l'ex campionessa di nuoto Anna Beneck, figlia del dirigente sportivo Bruno Beneck. Divenne zio di  Giorgio Frinolli, figlio della cognata, la nuotatrice Daniela Beneck e del marito Roberto Frinolli, che gareggiò con lui nella staffetta 4x400 m ai Giochi olimpici di Tokyo 1964.

## Record

### Record mondiali
Seniores
- 440 yards ostacoli: 50"1 m ( Roma, 15 ottobre 1961) record mondiale eguagliato
- 400 metri ostacoli: 49"2 m ( Belgrado, 14 settembre 1962)

### Record europei
Seniores
- 400 metri ostacoli: 49"7 m ( Roma, 15 ottobre 1961)
- 400 metri ostacoli: 49"2 m ( Belgrado, 14 settembre 1962)

### Record nazionali
Juniores
- 400 metri ostacoli: 54"6 m ( Bologna, 27 settembre 1956)[5][6])

Seniores
- 400 metri ostacoli: 50"5 m ( Mosca, 2 luglio 1961)
- 400 metri ostacoli: 50"5 m ( Parigi, 8 luglio 1961)
- 400 metri ostacoli: 50"0 m ( Sofia, 1º settembre 1961)
- 400 metri ostacoli: 49"7 m ( Roma, 15 ottobre 1961)
- 400 metri ostacoli: 49"2 m ( Belgrado, 14 settembre 1962)
- Staffetta 4x400 metri: 3'07"6 m ( Tokyo, 20 ottobre 1964), Squadra Nazionale[7]

## Palmarès
| Anno | Manifestazione    | Sede         | Risultato        | Gara               | Tempo    | Note             |
| ---- | ----------------- | ------------ | ---------------- | ------------------ | -------- | ---------------- |
| 1959 | Universiadi       | Torino       | Oro              | 400 m ostacoli     | 52"1     |                  |
| 1960 | Giochi Olimpici   | Roma         | elim. semifinali | 400 m ostacoli     | 51"3 m   |                  |
| 1961 | Universiadi       | Sofia        | Oro              | 400 m ostacoli     | 50"14    |                  |
| 1961 | AAA Championships | Londra       | Oro              | 200 yards ostacoli | 23"9 m   |                  |
| 1962 | Europei           | Belgrado     | Oro              | 400 m ostacoli     | 49"2 m   | =                |
| 1962 | Europei           | Belgrado     | 5º               | Staffetta 4×400 m  | 3'07"8 m |                  |
| 1963 | Universiadi       | Porto Alegre | Bronzo           | 400 m ostacoli     | 51"95    |                  |
| 1964 | Giochi Olimpici   | Tokyo        | Bronzo           | 400 m ostacoli     | 50"1 m   |                  |
| 1964 | Giochi Olimpici   | Tokyo        | elimin. batterie | Staffetta 4×400 m  | 3'07"6 m | Record nazionale |

## Campionati nazionali
- 4 volte campione nazionale assoluto dei 400 metri ostacoli (1957, 1958, 1960, 1961)

1957
- Oro ai campionati italiani assoluti, 400 m ostacoli - 51"8 m

1958
- Oro ai campionati italiani assoluti, 400 m ostacoli - 52"5 m

1960
- Oro ai campionati italiani assoluti, 400 m ostacoli - 52"2 m

1961
- Oro ai campionati italiani assoluti, 400 m ostacoli - 51"2 m